# Guido Becker
Guido Anton Becker (französisch Guy Becker; * 4. September 1915 in Limbach; † 24. Februar 1993 in Vorselaar) war ein Zisterzienser und von 1974 bis 1992 der sechste Abt der wiederbegründeten Abtei Val-Dieu. 

## Leben
Becker trat am 14. August 1933 in das Noviziat ein, legte ein Jahr später die Profess ab und wurde am 2. Juli 1939 zum Priester geweiht. Danach war er Vikar (vicaire dominical) in Charneux. Von 1974 bis 1992 war er Abt von Val-Dieu.
Becker war der letzte Abt in Val-Dieu und musste die schrittweise Abwicklung des Klosters durchführen. Er starb 1993 im Zisterzienserinnenpriorat Onze-Lieve-Vrouw Ten Troon in Vorselaar.